# Romería de El Rocío

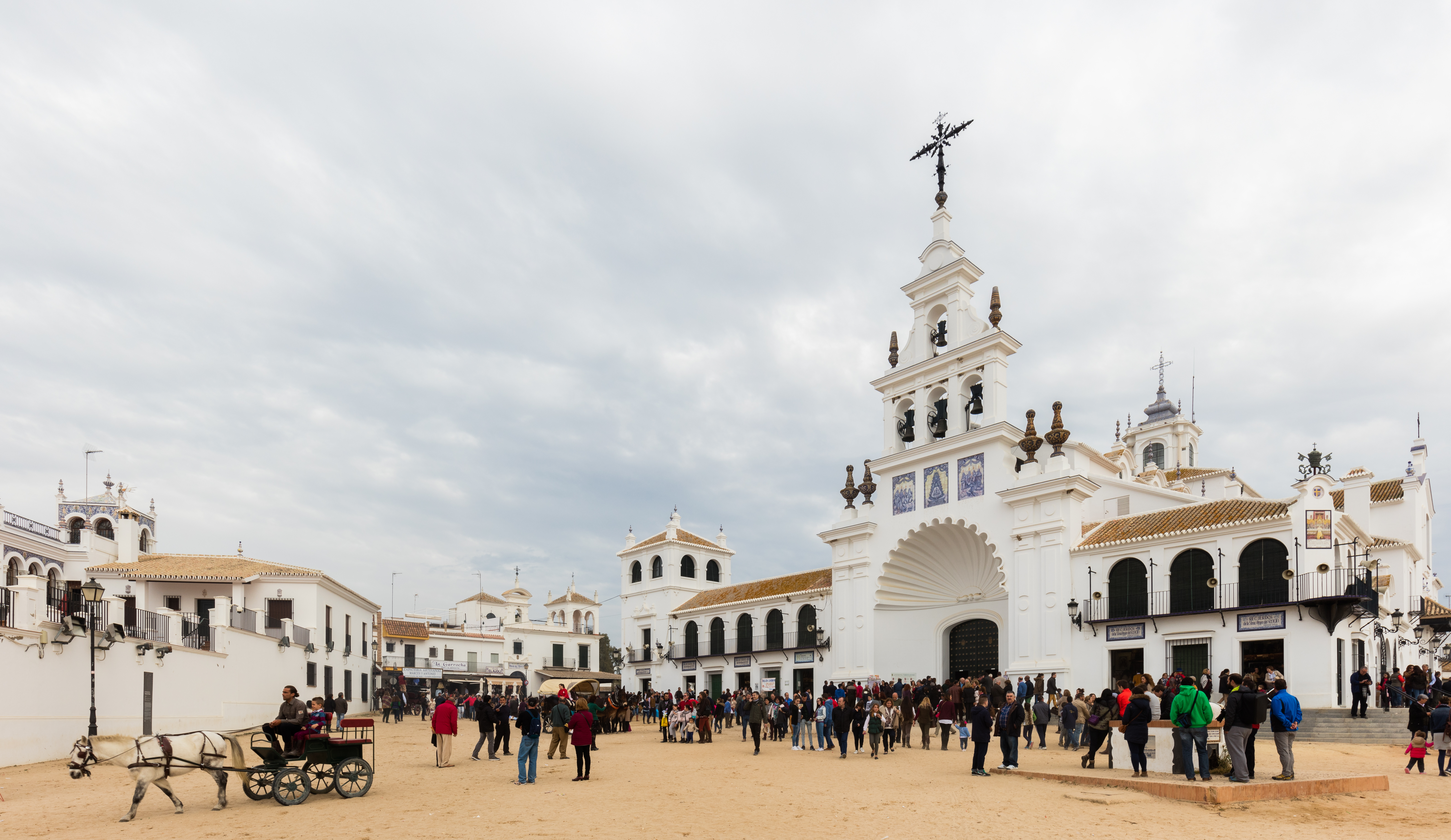
Ermita del Rocío

La romería de El Rocío —popularmente denominada como El Rocío— es una manifestación de religiosidad popular católica andaluza que tiene lugar en mayo o junio, al tiempo de Pentecostés, en honor a la Virgen del Rocío. Fue clasificada en 1965 como Fiesta de Interés Turístico Nacional y en 1980 Fiesta de Interés Turístico Internacional. Ha experimentado un gran crecimiento desde mediados del siglo XX.
En la festividad se congregan en la aldea de El Rocío de Almonte, provincia de Huelva, cientos de miles de devotos de la región. Es una fiesta que une al carácter religioso el folclórico, el ambiental y el lúdico. Ha sido considerada una de las manifestaciones populares más relevantes de España.
En 2023 la romería fue declarada bien de interés cultural. Ese mismo año, el grupo parlamentario Vox propuso en el Parlamento de Andalucía su candidatura a Patrimonio cultural inmaterial de la Humanidad de la Unesco.

## La romería
Antes de la romería, muchas hermandades organizan pregones y sacan carteles propios.
Para el camino, muchos particulares utilizan remolques preparados para este momento llamados carriolas. Otros emplean carretas como las de labor, que son cubiertas y embellecidas. También los hay que hacen el camino en todoterrenos, coches de caballos, a caballo o andando.
El día de la salida, la hermandad celebra una misa. Luego suben un su estandarte con la Virgen del Rocío, conocido como simpecado, en una carreta en la que realizará el camino. La carreta del simpecado suele ir tirada por bueyes que tienen sus cabezas adornadas con frontiles o bien por mulos.
La primera hermandad en llegar a la aldea de El Rocío es la Hermandad de Almonte, que recorre los 15 kilómetros que hay desde el núcleo urbano de Almonte por el camino de los Llanos. Luego se dedica a esperar en la aldea al resto de hermandades.
Las hermandades de la provincia de Cádiz pasan por Sanlúcar de Barrameda y cruzan el río Guadalquivir para adentrarse en Doñana.
De la ciudad de Sevilla salen seis hermandades filiales.
Muchas hermandades de la provincia de Sevilla que se encuentran en el lado oriental del río Guadalquivir, como las de Dos Hermanas y Los Palacios, tienen que cruzar el río en la barcaza de Coria del Río.
Muchas hermandades de la provincia de Sevilla pasan por el vado del río Guadiamar, en la finca de Quema, en el municipio de Aznalcázar. El ayuntamiento colocó un templete con una imagen de la Virgen del Rocío donde se para cada simpecado antes de cruzar el río.
En la actualidad 61 hermandades pasan por Villamanrique de la Condesa. Son recibidas por la hermandad de este municipio. Los simpecados suben los siete escalones que separan la plaza de España de la puerta de la Parroquia de Santa María Magdalena y algunas hermandades, como la de Triana, entran en el palacio de la condesa de París, que está cerca de la parroquia.
Pasado Villamarique, algunas hermandades recorren la Raya Real, que son dos cortafuegos. A la mitad de este camino se encuentra el Palacio del Rey, donde muchas hermandades pasan la noche. Otras hermandades pasan por el camino de Hinojos. Los dos caminos confluyen en el Puente del Ajolí, que cruza el arroyo de Santa María.
Muchas hermandades de la provincia de Huelva van por el camino de Moguer.
Una vez en la aldea, los simpecados se presentan ante la puerta principal de la ermita, donde hay una representación de la Hermandad de Almonte. Desde 2013, ante el gran número de hermandades, esta presentación se divide en dos días: el viernes y el sábado.
La mañana del domingo de Pentecostés tiene lugar una misa pontifical en el Real de El Rocío, que suele ser oficiada por el obispo de Huelva. Asisten romeros con todos los simpecados y cada año canta en ella un coro distinto. Por la tarde tiene lugar la conocida como misa de coheteros, tamborileros y carreteros. Luego se reza el rosario con las hermandades en la plaza de Doñana, presidido por el simpecado de la Hermandad de Almonte.
Por la noche, cuando el simpecado de la Hermandad de Almonte entra en el santuario, los almonteños saltan la reja que rodea el altar mayor y cogen las andas de la Virgen del Rocío para sacarla en procesión. La procesión se prolonga durante toda la madrugada y parte de la mañana. La Virgen suele volver al santuario pasado el mediodía del lunes aproximadamente.

## Historia y hermandades

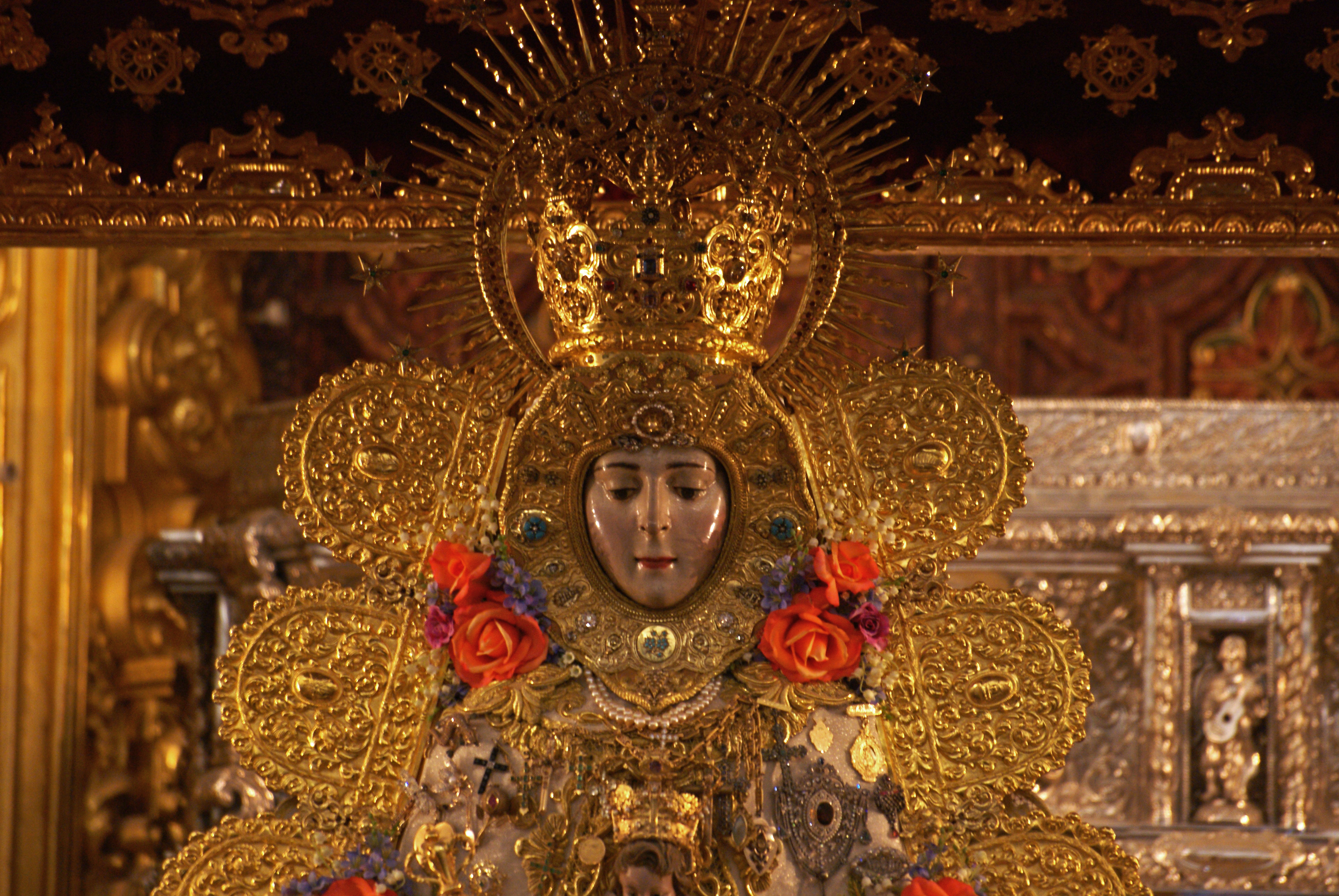
Virgen del Rocío durante la romería de 2011

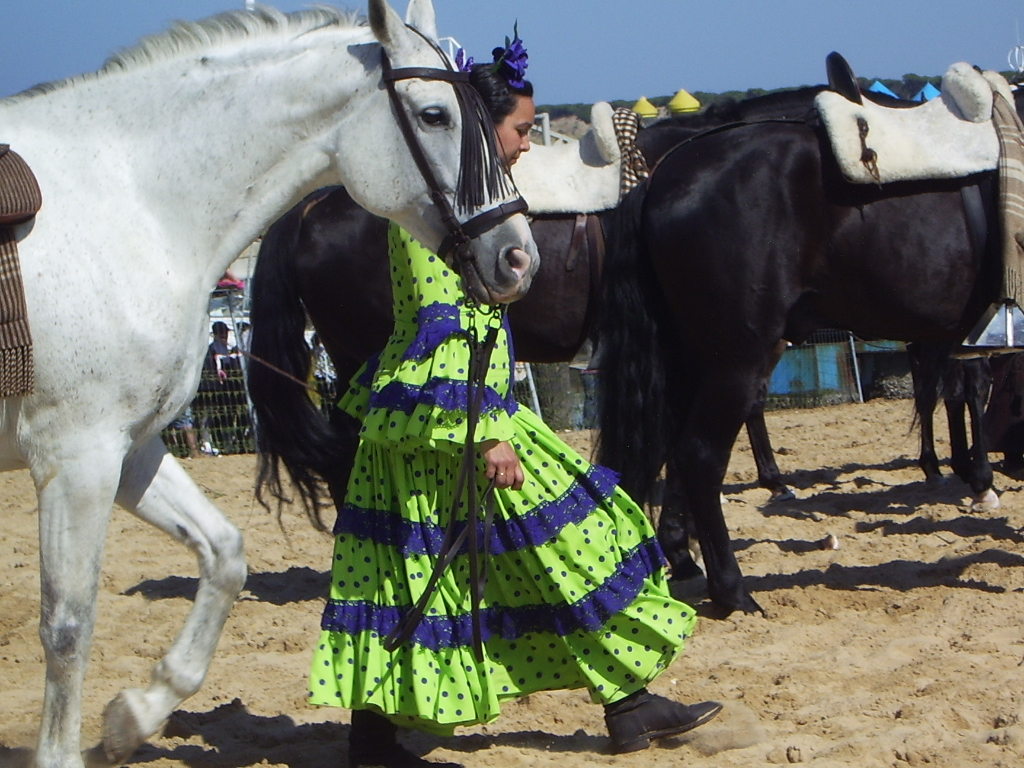
Romera con su caballo yendo a embarcar. Embarque de las hermandades en Sanlúcar hacia Doñana; mayo de 2009

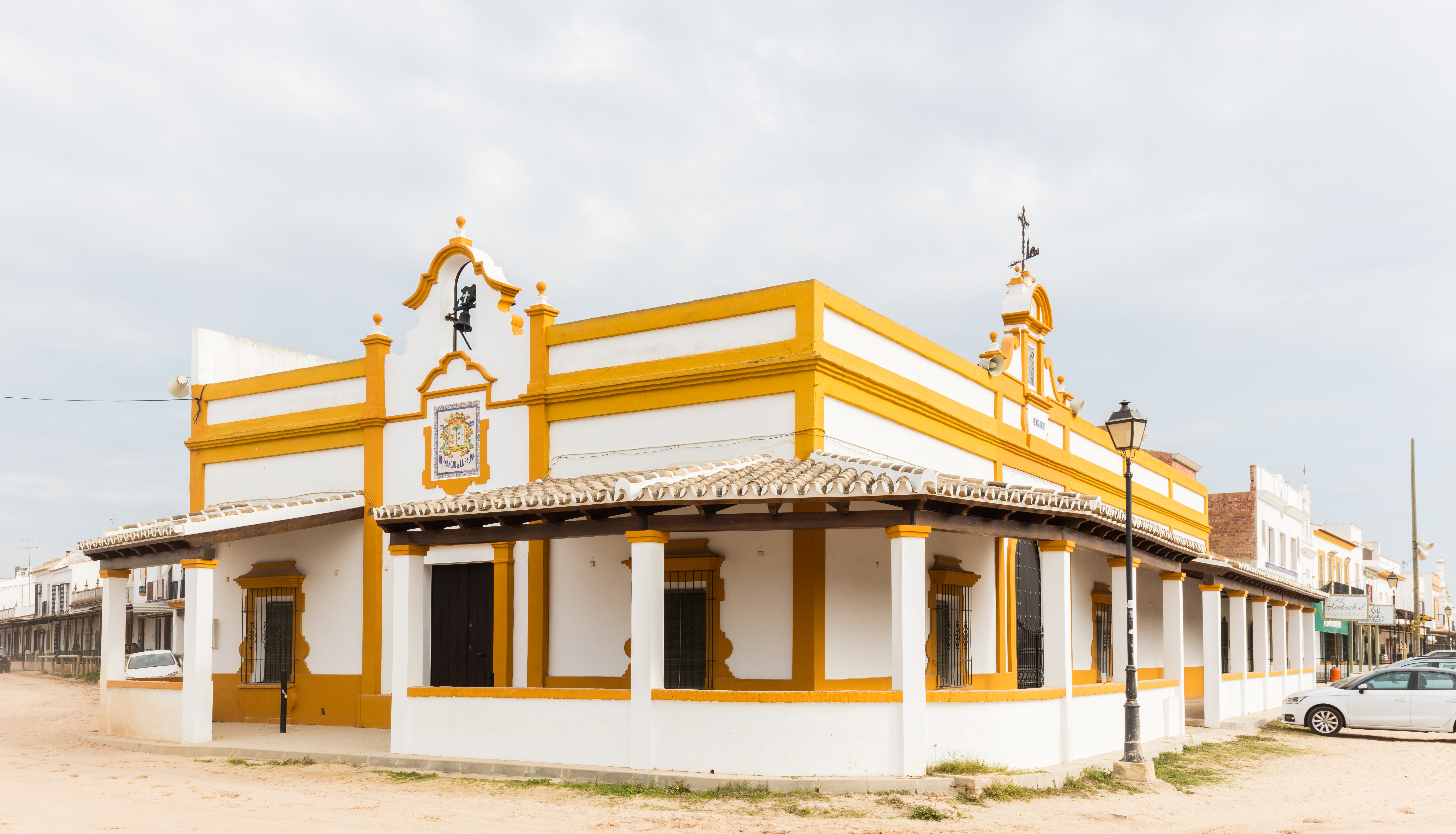
Hermandad de La Palma

El primer documento histórico que existe sobre el Rocío se recoge en un deslinde fechado en 1335, apareciendo por primera vez "Santa María de Las Rocinas". Entre 1342 y 1350 el rey Alfonso XI plasmaría en el Libro de la montería que:

En tierra de Niebla ay una tierra quel dizen las Rocinas et es llana, et es toda sotos, et ay siempre puercos… et señalada mjente, son los meiores sotos de correr cabo vn yglesia que dizen Sancta Maria de las Roçinas et cabo de otra iglesia que dizen Sancta Olalla.

Consta que existía una cofradía de monteros (cazadores) de Mures en 1338 (el actual municipio de Villamanrique de la Condesa) en torno a Santa María de las Rocinas.
En 1587 el sevillano Baltasar Tercero estableció en su testamento que, con su legado, se constituyese una capellanía en la ermita. Esta quedó establecida en 1598.
La primera vez que se llama a esta Virgen como del "Rocío" es en un documento del Ayuntamiento de Almonte del 25 de abril de 1653, que dice lo siguiente:

será justo que se haga un novenario de misas cantadas a Ntra. Sra. del Rocío, amparo y remedio de esta Villa [...] y remedie nuestras necesidades y nos de su Rocío para que la cosecha sea muy colmada

El 24 de junio de 1724 las hermandades del Rocío de Almonte, Villamanrique de la Condesa, Pilas, La Palma del Condado, Moguer y Sanlúcar de Barrameda firmaron, en este orden, una "concordia" en la ermita, según la cual todas están integradas en una única cofradía, cuya jurisdicción laica es ostentada por el concejo, justicia y regimiento de Almonte, que ostenta el patronazgo. También se establece que la Cofradía de Almonte organizaría la preeminencia según la antigüedad de cada una en los actos y que perderían esa antigüedad si no asistían a la festividad durante dos años seguidos por cualquier motivo o durante uno sin justificar.
Hasta principios del siglo XIX no se funda otra hermandad: fue Triana, en 1813. A lo largo de este siglo, se fundan tres hermandades más: Umbrete (1814), Coria del Río (1849) y Huelva (1880).
La mayor parte de las hermandades filiales se fundaron en el siglo XX. Entre 1934 y 1936, en plena Segunda República, se fundaron ocho nuevas hermandades. En la década de 1960 se crearon 37, incluidas las constituidas por inmigrantes andaluces en Madrid y Barcelona. Solo entre 1971 y 2005 se han fundado 69 hermandades filiales.
La Hermandad del Rocío de Bruselas, constituida en 1996 como asociación de fieles, fue nombrada hermandad filial en el 2000 y es la única filial fuera de España. Acude todos los años a El Rocío.
En el año 2018 el número de hermandades filiales ascendió a 121 con la Hermandad de El Viso del Alcor (Sevilla). En 2019 pasó a ser hermandad filial Linares, erigida canónicamente en 2006, que es la número 125. En 2022 pasaron a ser filiales las hermandades de Montequinto (un barrio de Dos Hermanas) y Torremolinos, ascendiendo el número a 127.

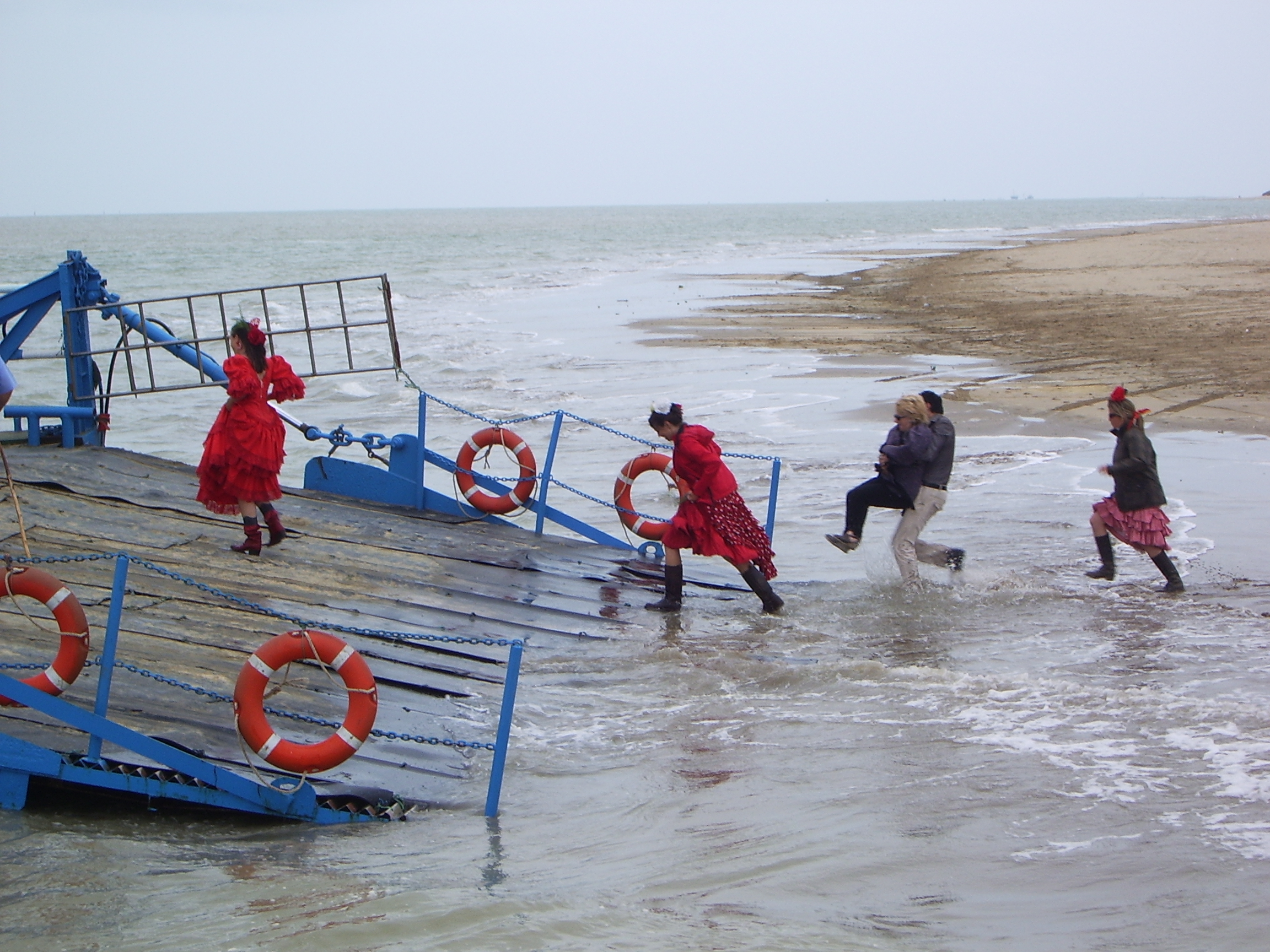
Embarcando en la playa del Coto de Doñana hacia Sanlúcar de Barrameda, camino de vuelta de la romería de El Rocío; mayo de 2009

Con respecto al número de romeros de cada hermandad, la Matriz de Almonte y la de Huelva van con unos 10 000, la de Sanlúcar de Barrameda unos 5 500, la de Emigrantes de Huelva va con unos 4 000 y la de Villamanrique de la Condesa unos 3 500. Las de Triana, Pilas, Coria del Río, Sevilla, Gines, Los Palacios, Rociana del Condado, Gibraleón, San Juan del Puerto, Bonares y la Palma del Condado van acompañados hasta la aldea por entre 1 000 y 3 000 personas, mientras que el resto de corporaciones filiales no alcanzan los mil romeros.
En 2022 la redactora Anna Hart y el fotógrafo y Kevin Faingnaert participaron en la romería, elaborando un reportaje sobre ella para el New York Times titulado Flamenco y fervor: dentro de la Romería de El Rocío de España. En él se afirmaba que era un "espectáculo religioso de alto octanaje" y que "es posiblemente la representación visual más potente de la cultura andaluza".

## Hermandades no filiales y otras agrupaciones
Hay 40 hermandades del Rocío no filiales y seis asociaciones rocieras repartidas por España.
Hay hermandades rocieras en Mérida (Venezuela), así como en San Juan y Venado Tuerto (Argentina).
Hay asociaciones rocieras en: Adelaida (Australia); Ayacucho, Santa Fe y Rosario (Argentina); La Paz (Bolivia); y San Juan (Puerto Rico).
En Los Ángeles (Estados Unidos) la Hermandad de las Américas organiza su propia romería rociera.
La Casa de Andalucía de Curitiba (Brasil) celebra el Rocío.

## Juan Pablo II y otras personalidades
La reina Sofía ha realizado la romería en 1972 y 1984. En 1992 acudió a El Rocío, acompañada del rey Juan Carlos, con motivo de la clausura de un congreso mariano.
El papa Juan Pablo II visitó la ermita del Rocío el 14 de junio de 1993, diciendo la famosa frase "¡Que todo el mundo sea Rociero!".
En febrero de 2020 los reyes Felipe y Letizia, visitaron a la Virgen del Rocío, que entonces se encontraba en la Parroquia de Almonte, y luego participaron en la clausura de un congreso con motivo de los 50 años del parque nacional de Doñana.

## Coronación canónica

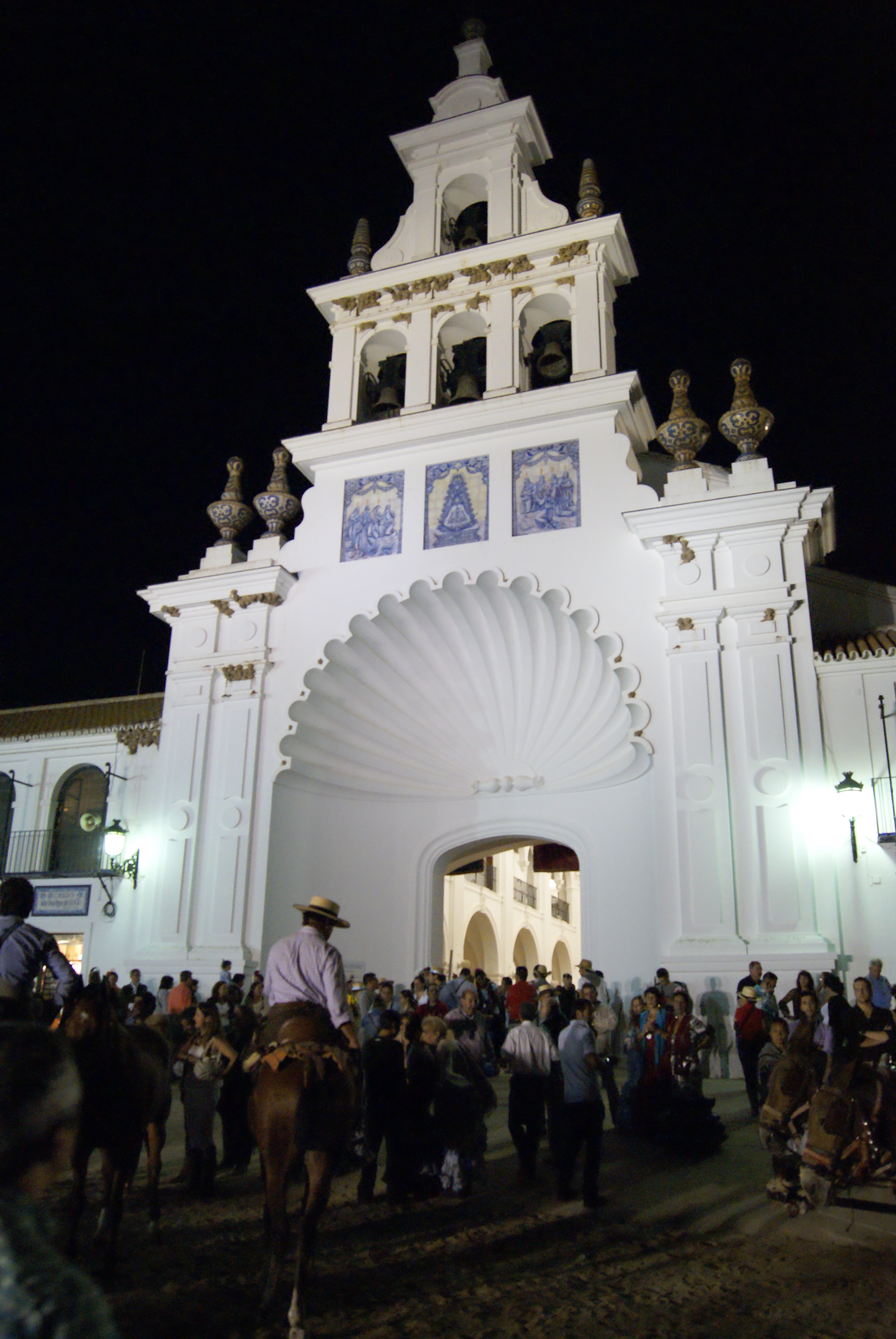
El Rocío durante la romería

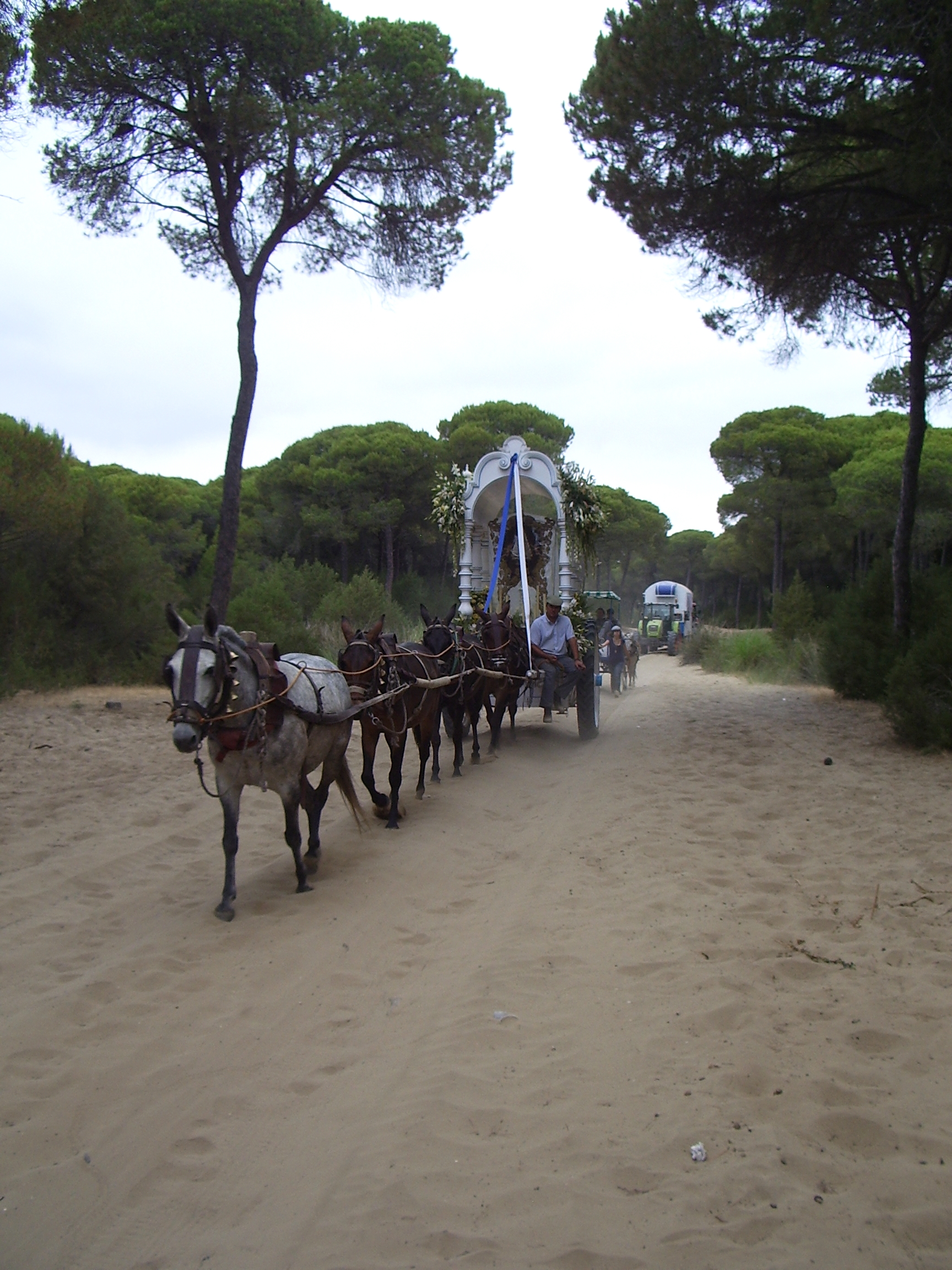
Simpecado cruzando el Coto de Doñana en el camino de vuelta de la romería de El Rocío; mayo de 2010

En 1916 el presbítero de Niebla, Cristóbal Jurado Carrillo, publicó en Lérida un cuento titulado El traje de luces donde un torero llamado Manolillo "el Choquero" habla de la coronación de la Virgen del Rocío. El 25 de mayo de 1918 Juan Francisco Muñoz y Pabón publicó en el periódico sevillano El Correo de Andalucía un artículo titulado La pelota está en el tejado donde hace una alegato en contra de esta coronación. El párroco de la Iglesia del Salvador de Sevilla, Juan Luis Cozar y Lázaro, se sumó a la petición.
En 1918 no existía la diócesis de Huelva y el asunto de la coronación dependía del cardenal arzobispo de Sevilla, Enrique Almaraz Santos. Este creó dos juntas, una masculina dirigida por Juan Francisco Muñoz y Pabón y otra femenina dirigida por María Magdalena Almaraz Santos. El sacerdote José Sebastián y Bandarán se encargó de escribir las preces que se mandaron a Roma.
Se recogieron fondos para la coronación. La condesa de París donó 250 pesetas, el torero Juan Belmonte 500 pesetas, la condesa de Lebrija 13 monedas de oro de 25 pesetas y el sacerdote José Sebastián y Bandarán una onza de oro de Carlos III, entre otras donaciones. La corona que iba a ponérsele a la Virgen fue realizada por Ricardo Espinosa de los Monteros, platero del cabildo catedralicio de Sevilla. Se realizó en oro macizo con todo lo donado y estaba valorada en 100 000 pesetas. Juana Soldán, viuda de Cepeda, y su familia donaron una corona para el niño Jesús que es portado por la Virgen, realizada en oro con perlas y brillantes.
El 11 de agosto de 1918 el papa Benedicto XV otorgó su bula para la coronación. La Virgen del Rocío fue coronada el 8 de junio de 1919 por el cardenal arzobispo Enrique Almaraz Santos en el Real de la aldea de El Rocío. En 1920 se colocó en este lugar un monumento conmemorativo.
El 2019 fue el Centenario de la Coronación de la Virgen del Rocío y el 50 aniversario de la finalización de las obras del santuario. Por ello, el papa Francisco otorgó un Año Jubilar.
La procesión extraordinaria se realizó la madrugada del 8 de septiembre de 2019 con motivo del centenario. La Virgen del Rocío lució una imagen muy parecida a la que se produjo 100 años atrás, recuperando de este modo la estética del siglo XX. En esta procesión, siguió el recorrido tradicional por las calles de la aldea, con la ausencia de los simpecados.
En 2019 se realizó un himno del centenario, en el cual participó Manuel Lombo.

## Impacto ambiental
Durante la romería se concentra la entrada de miles de personas en el parque nacional de Doñana. Esto supone un gran impacto ambiental en unos ecosistemas únicos y protegidos.
La principal amenaza es el aumento descontrolado de vehículos de motor, fundamentalmente todoterrenos que provocan ruido, humos y daños en el suelo al circular fuera de los caminos.
Algunas de las hermandades están de acuerdo en limitar el número de vehículos todoterreno ya que además de causar graves problemas ambientales, no tienen nada que ver con la romería tradicional a pie o a caballo.
Los intereses económicos que dependen de esta romería han provocado actuaciones peligrosas para la conservación de Doñana, como el caso del asfaltado ilegal del camino rural de Villamanrique de la Condesa a El Rocío, que fue denunciado por la Comisión Europea ante el Tribunal de Justicia de las Comunidades Europeas, por entender que vulnera la Directiva 92/43/CEE del Consejo, de 21 de mayo de 1992, relativa a la conservación de los hábitats naturales y de la fauna y flora silvestres (Directiva de Hábitats).
Las muertes de equinos en la romería han disminuido gradualmente desde 2009, pero aun así entre 2008 y 2018 han muerto 141 caballos y mulas. Estos hechos son perseguidos por el Seprona de la Guardia Civil.